# Arusiano Méssio
Arusiano Méssio (em latim: Arusianus Messius ou Messus; floresceu em 395) foi um gramático romano do período imperial. Era provavelmente, de origem aristocrática.
Arusiano foi o autor de um pequeno trabalho sobrevivente, Exempla Elocutionum ("Exemplos de estilo"), dedicado a Olíbrio e Probino, cônsules em 395. Ele contém uma lista alfabética, principalmente de verbos que admitem mais do que uma construção, com exemplos de cada um dos quatro escritores, Virgílio, Salústio, Terêncio e Cícero. Serviu para o estudo de retórica e foi utilizado mais tarde, por Cassiodoro.
Os quatro autores mencionados são os chamados quadriga Messii ("quadriga de Méssio") e suas obras foram usadas como livros didáticos desde a Antiguidade tardia até o Renascimento.